# Opistognathus latitabundus
Opistognathus latitabundus är en fiskart som först beskrevs av Whitley, 1937.  Opistognathus latitabundus ingår i släktet Opistognathus och familjen Opistognathidae. Inga underarter finns listade i Catalogue of Life.